# Charles Moreau
Jean Charles Alexandre de Moreau, (Párizs, 1758. december 8. – Bécs, 1840. november 3.) francia építész és festő. Klasszicista stílusú épületei közül többet a Magyar Királyság területén valósított meg az Esterházy- és az Erdődy családok szolgálatában.

## Élete
1758-ban született Franciaországban, 1782–85 között a párizsi Építészeti Akadémián tanult Louis-François Trouard-nál, itt ismerkedett meg a francia forradalom építészetével. 1785–90 között Rómában tanult, majd Párizsba visszatérve Jacques-Louis David, a neves festő műhelyébe szegődött. 1798–1803 között építészként dolgozott Franciaországban, majd Esterházy II. Miklós párizsi látogatása során meghívta Bécsbe.
Esterházy ekkor bízta meg a család kismartoni rezidenciájának teljes felújításával. A Moreau által készített, nagyszabású tervek egyértelműen a francia forradalmi építészet hatását mutatják. Elképzeléseiből csak a kerti homlokzat monumentális, toszkán oszlopos előcsarnoka és a hozzá kapcsolódó falszakasz valósult meg, a tervezett új színház- és képtárszárny, amelyeket oszlopos árkádok kötöttek volna össze a főépülettel, nem. Elkészült viszont az ugyancsak Moreau tervezte tájképi kert, benne a kontinens első gőzgépével és az Antonio Canova faragta Esterházy Mária Leopoldina sírszobrát magába foglaló, az antik körtemplomok mintájára épült Leopodina-templommal.
Moreau nevéhez köthető a tatai középkori várkastély átépítése, valamint a Magyarországon egyedülálló műrom megtervezése, amelyre Esterházy Ferenc adott megbízást. Ugyancsak az Esterházyak számára tervezte a család nagygannai mauzóleumát, amely a község plébániatemploma is egyben, valamint a csákvári kastély klasszicista stílusú átalakítását. Az ő nevéhez kötik a somlóvári (ma Doba) Erdődy-kastély átalakítását is, amely az 1820-as évektől zajlott.

## A neki tulajdonított művek
- Az Esterházy-kastély (Kismarton) udvari homlokzata (1803–1805) és parkja (1815 után)
- Vadászlak-gloriette, Kishöflány (1805 k.)
- A középkori vár átépítése és az Angolkert műromja, Tóváros (Tata)
- Esterházy-mauzóleum és plébániatemplom, Ganna (1813-1818)
- Esterházy-kastély, Csákvár (1814–1823)
- Plébániatemplom, Döbrönte (1815)
- Brunswick-kastély, Alsókorpona (1819–22)
- Erdődy-kastély és angolpark, Doba (1820)

## Képgaléria

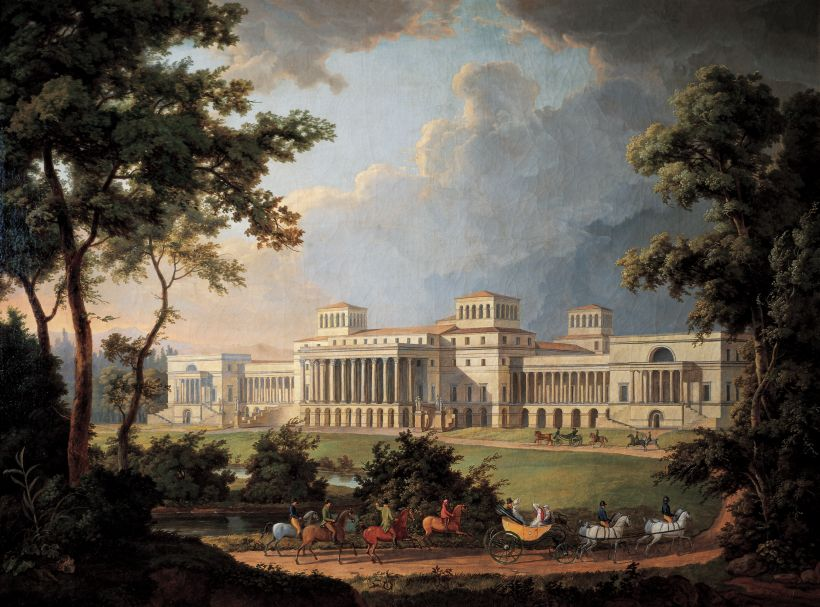
A kismartoni Esterházy-kastély átépítésének terve, Albert Christoph Dies olajképe, 1812
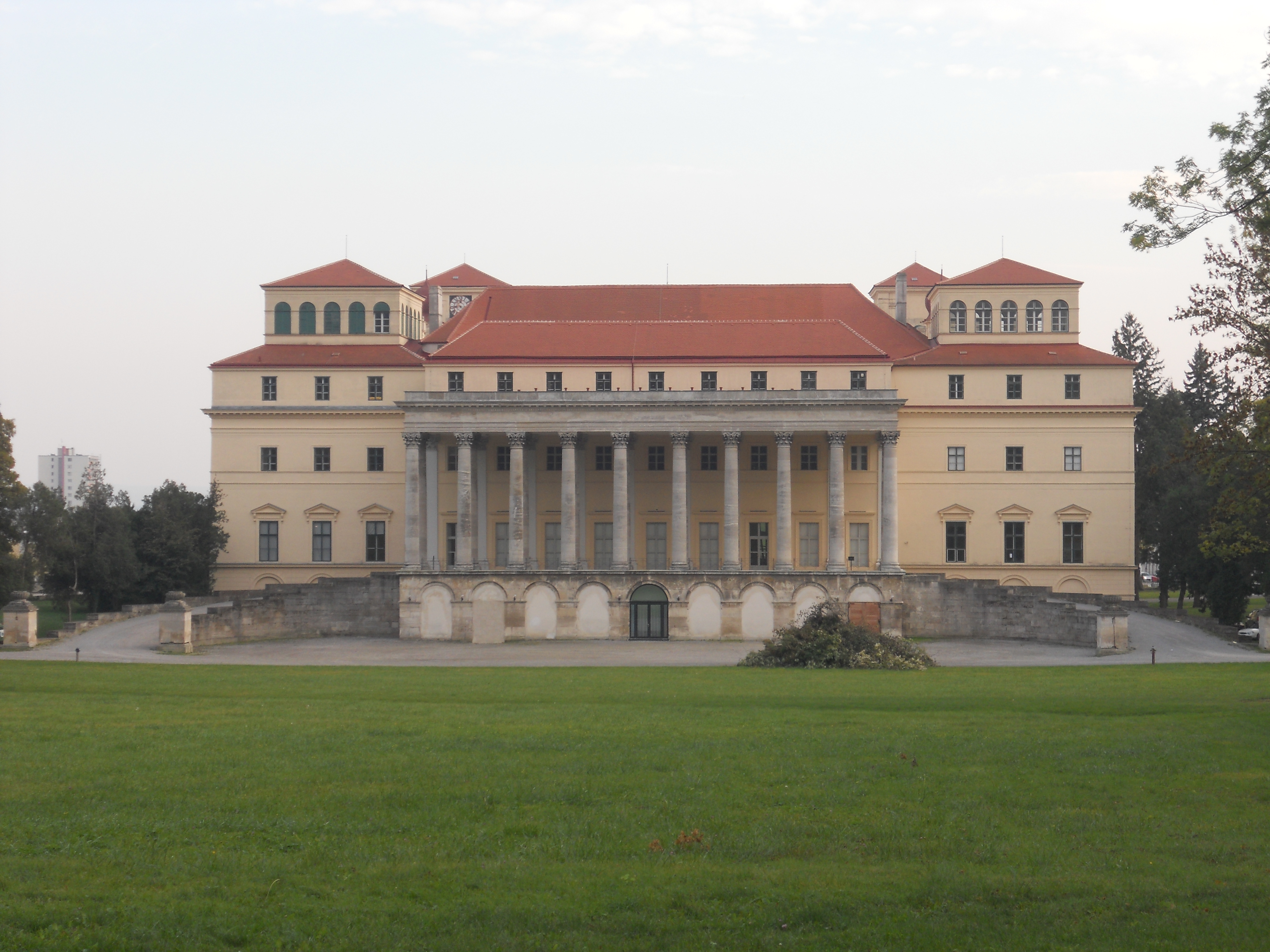
A kismartoni Esterházy-kastély megvalósult kerti homlokzata
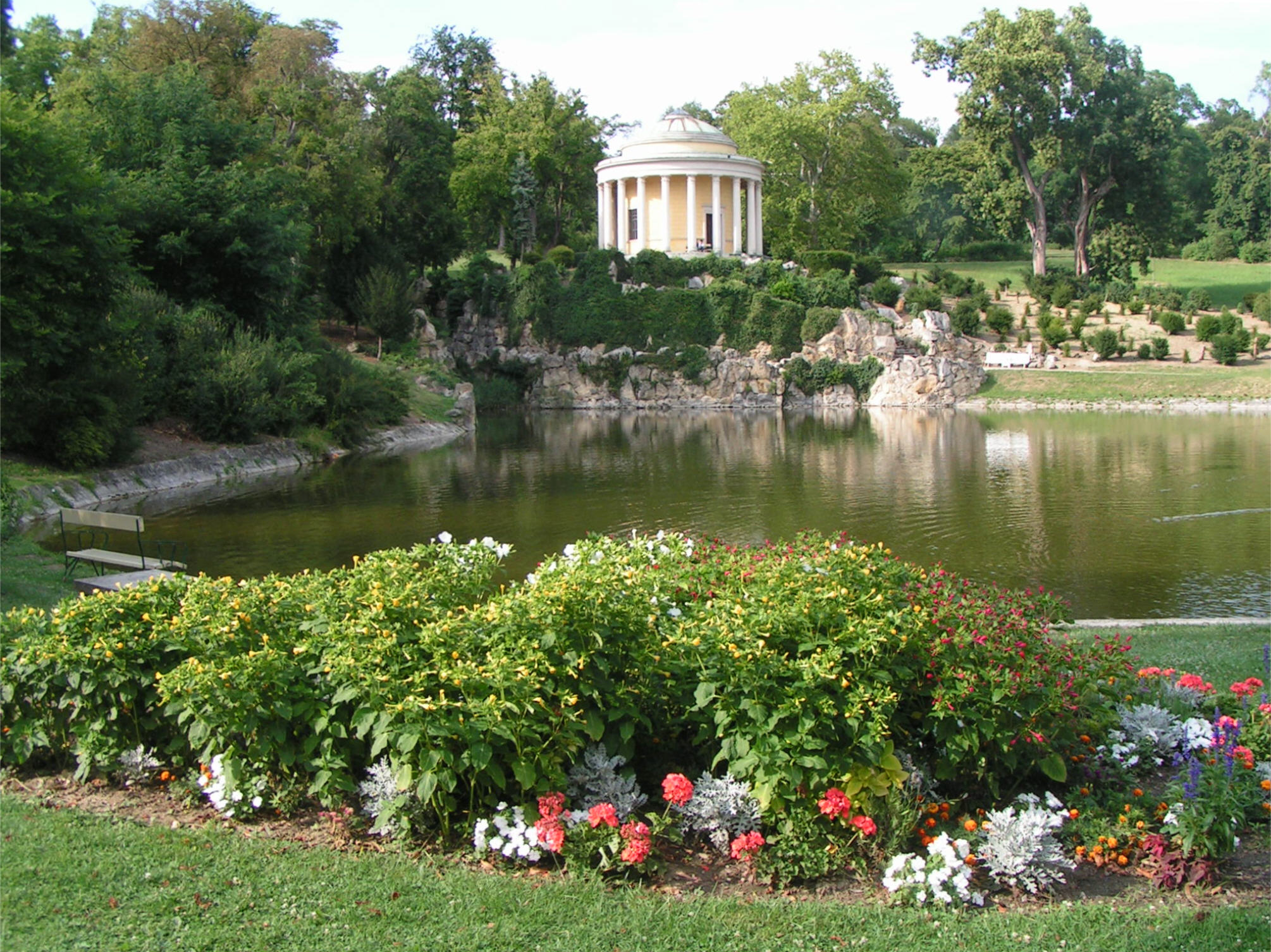
Leopoldina-templom a kismartoni Esterházy-kastély parkjában
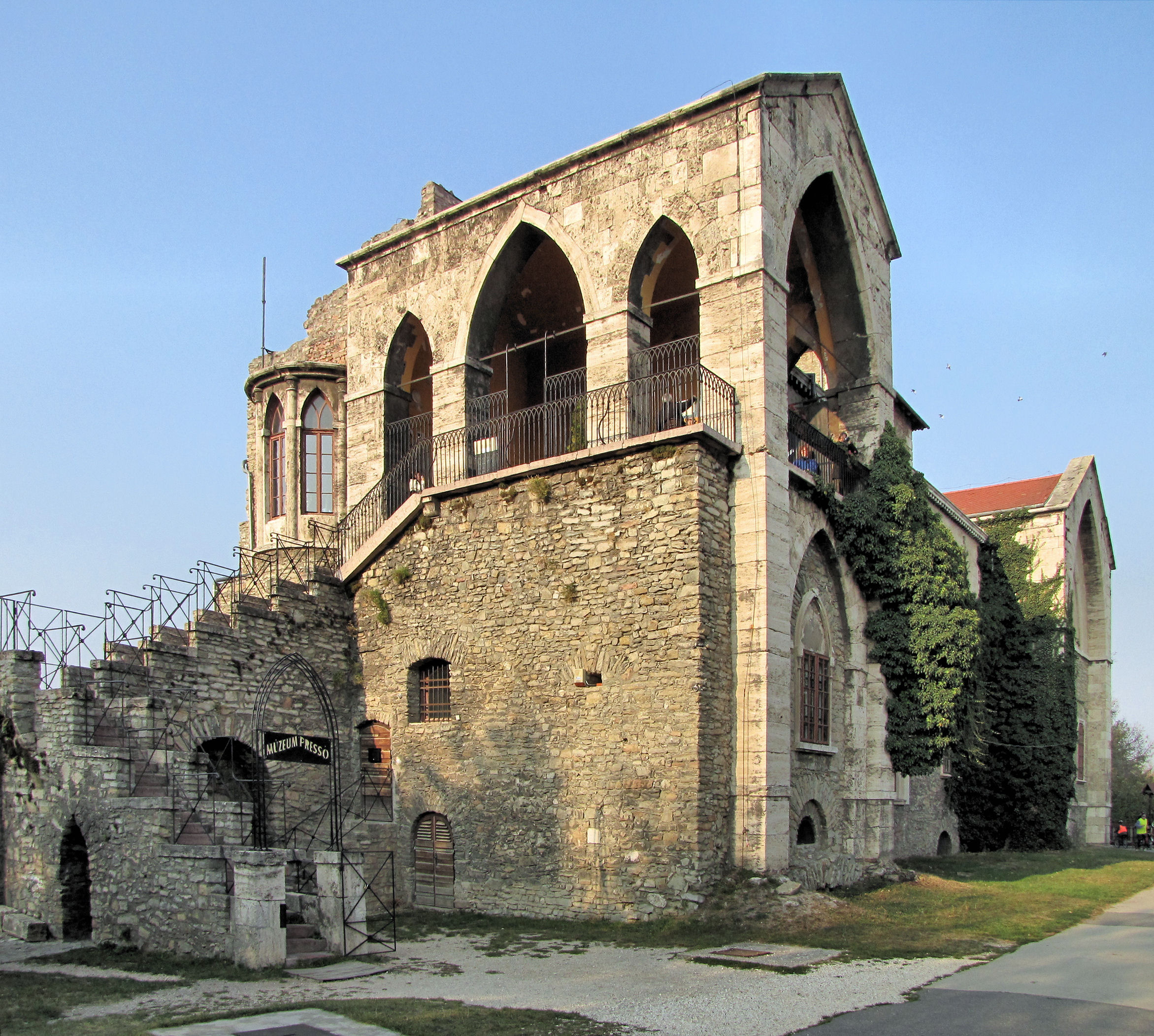
A Moreau tervei alapján kialakított zárterkély a tatai váron
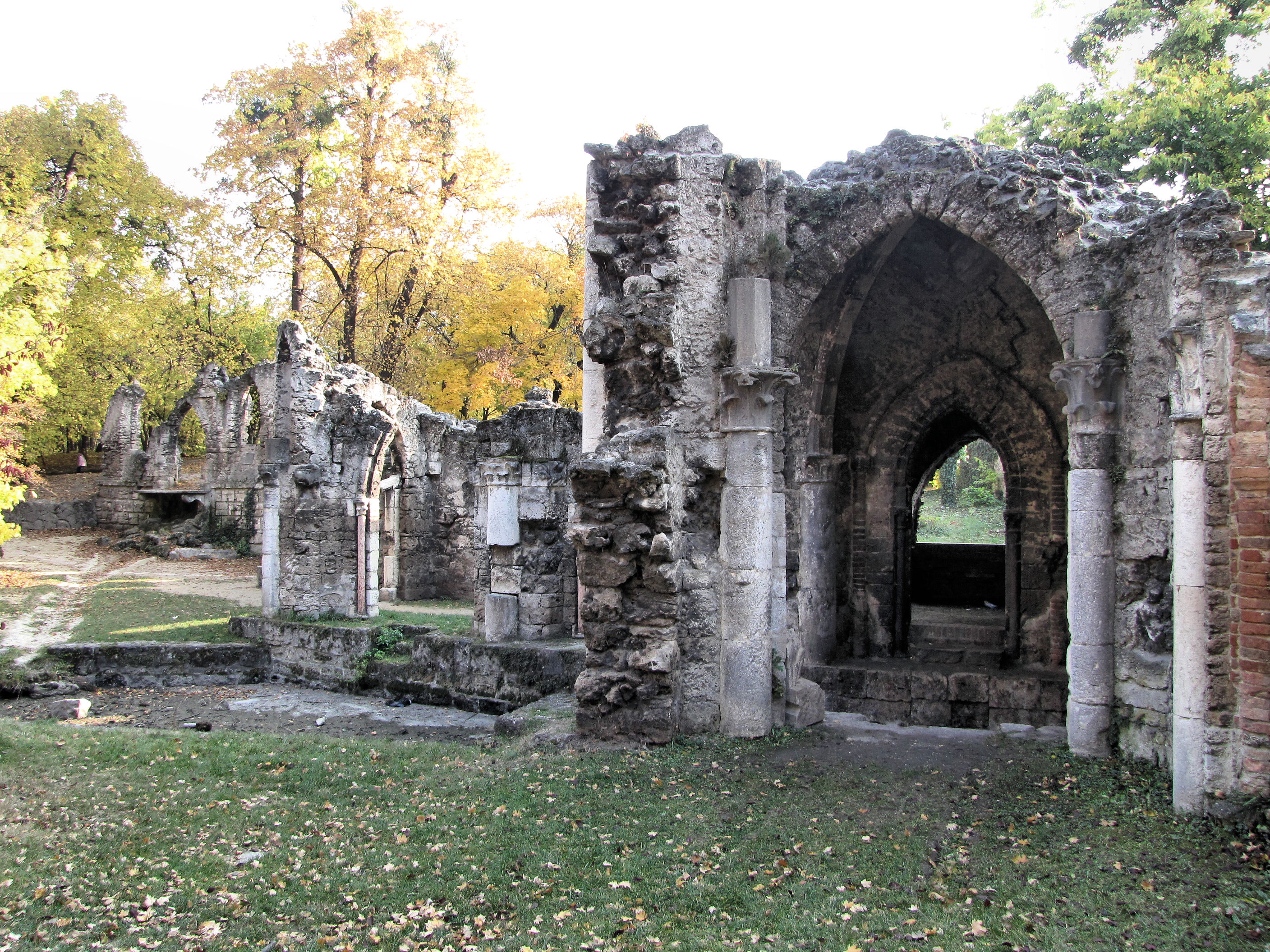
Műrom az Angolparkban, Tata
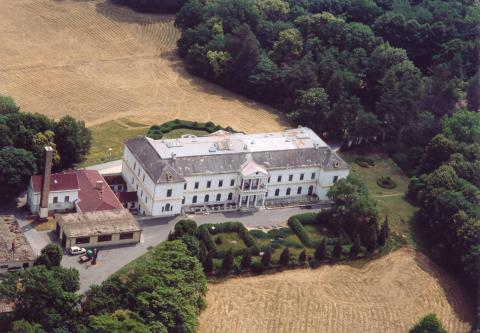
Erdődy-kastély, Doba
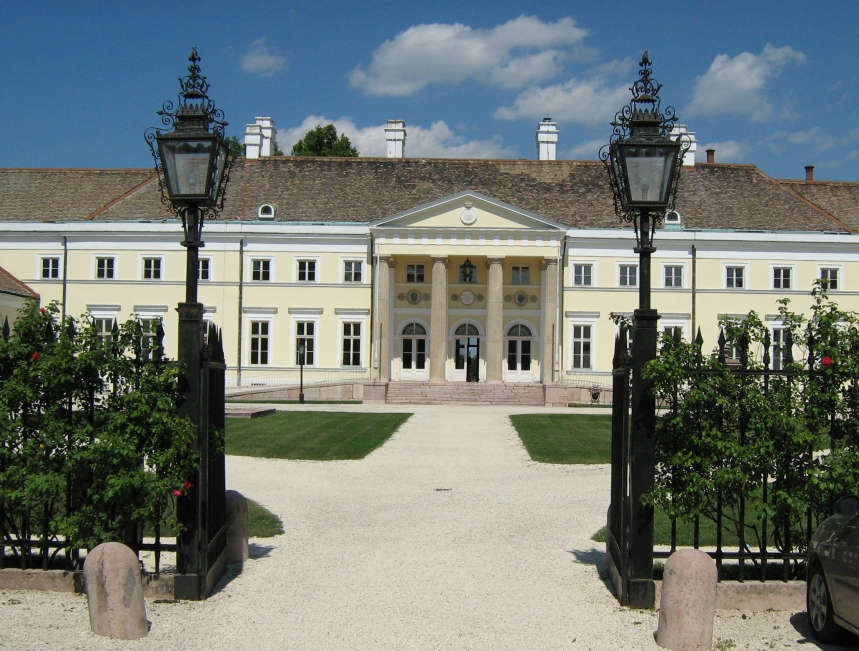
Esterházy-kastély, Csákvár
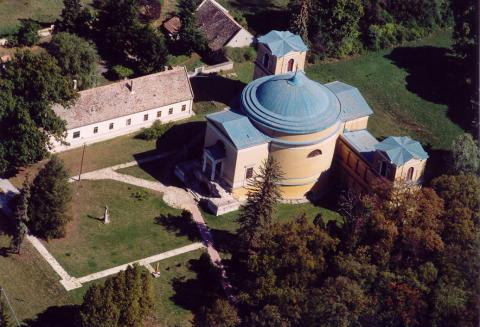
Plébániatemplom és Esterházy-mauzóleum, Ganna
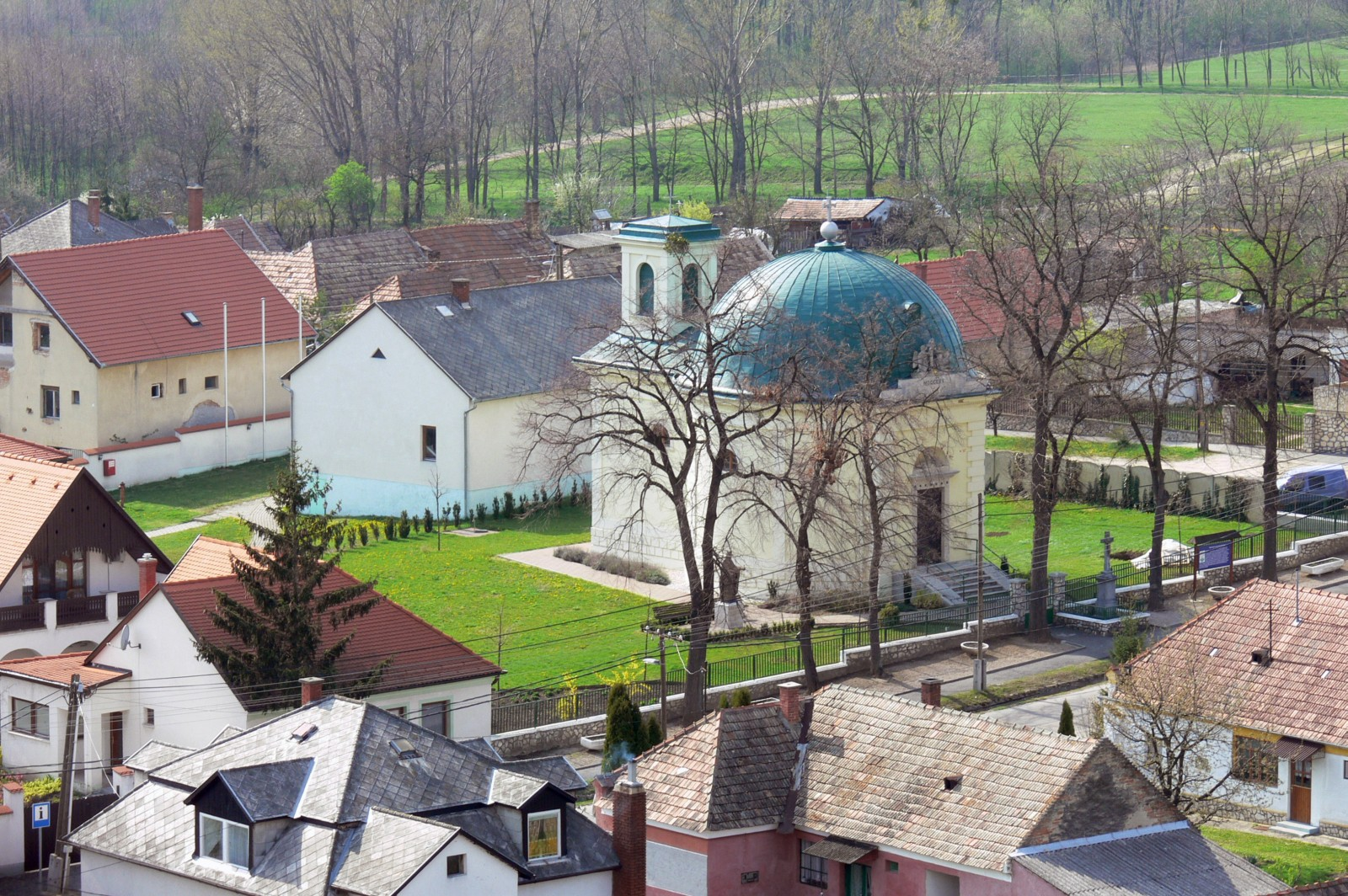
Plébániatemplom, Döbrönte